# 鮑比達
鮑比達（英語：Chris Babida，1950年2月3日— ）生於香港，是活躍於港台兩地的音樂人，擔任編曲、作曲、唱片製作人、電影配樂、音樂總監及指揮等。他有「亞洲流行音樂教父」之稱，1980年代成名於香港流行樂壇，是其中一位頂尖編曲人。1990年代及之後則主要活躍於台灣樂壇。其前妻為1960年代香港歌星及演員鍾玲玲。

## 背景
鮑比達生於音樂世家，父親是菲律賓人，母親是中國人，自小接觸各類型音樂。其父曾在上海當樂手，及後移居香港。鮑比達在香港出生，在油尖旺區成長，5歲接觸音樂，1958年8歲便開始其音樂工作，與其他同齡菲律賓朋友組成樂隊「Rockyfeller's Combo」，首先在九龍及香港島的夜總會表演薩克斯風、吉他、低音電結他及打擊樂器，後來更成為音樂領班（1972年之前已擔任音樂領班）。他一方面獲父母准許在外表演，另一方面於尖沙咀德信學校求學，繼而入讀喇沙書院。本來其父母打算安排他一同赴美國生活，而後改變主意，讓他留在香港完成學業。直至14歲時，因父親患病留醫，鮑比達於是輟學，並集中在尖沙咀的夜總會全身投入樂隊演出，以支付醫療費用。至1975年出任香港科藝百代唱片公司的音樂總監，為旗下歌手作曲、編曲及擔任製作人，同期公司的藝人與製作部以其英文姓氏為他取了中文名稱「鮑比達」。此前，鮑比達在位於黃竹坑的一間唱片公司從事編曲工作，逐漸接下更多商業歌曲製作項目，因而於行內獲得知名度，結果順勢應邀加入百代唱片。
明白到自己的編曲能力未夠好，鮑比達便於1978年重返校園，到美國波士頓伯克利音樂學院（Berklee College of Music）主修作曲及編曲，畢業後轉赴洛杉磯迪格羅夫音樂工作坊（Dick Grove Music Workshop，後改稱 Dick Grove School of Music）修讀電影配樂及音樂工業課程。1980年代初鮑比達學成返港，1982年為陳百強重新編曲《今宵多珍重》及作曲編曲《疾風》而聲名大噪。繼後參與製作一線歌手如徐小鳳、許冠傑、關正傑、葉振棠、葉麗儀、張國榮、林子祥、葉蒨文、甄妮、梅艷芳、陳慧嫻、林憶蓮、張學友、劉德華、李克勤等的唱片，並為不少大型活動擔任音樂總監及指揮。其後於1984年，鮑比達首次參與台灣電視劇《一代佳人》原聲帶音樂製作，主題曲《一代佳人》的主唱者是湯蘭花。
在1990年代初，鮑比達有感當時唱片公司只要求他主力負責處理改編歌曲，令他覺得自己展現才華與創意的空間有限，遂離開百代唱片，且受聘於中國北京的正大國際，擔任音樂總監一職。其簽約正大國際的契機起自他當年有意往外闖尋找發揮機會，適逢要為葉蒨文及林子祥於北京舉行的演唱會擔任總監，他未幾前往當地主事。會後記者問他會否留下來發展事業時，同場的正大國際老闆聽到其回應後隨即表示要聘用他，最後鮑比達等待了兩個月便出行。
惟不適應北京寒冷天氣，鮑比達於1994年轉到台灣發展，且簽約成為滾石唱片旗下製作人，亦擔任作曲及編曲。1993年為電影《新不了情》配樂，由萬芳主唱的主題曲《新不了情》成為熱門流行歌曲；同年曾自資出版中樂純音樂唱片。1995年，鮑比達在台北成立工作室，擔任李玟專輯的製作人，其中由他包辦作曲、編曲及製作的《往日情》推出後成為大熱歌曲。鮑比達及後再為李玟製作多張專輯。此外，他亦為蕭亞軒、柯以敏、陳曉東、張信哲、趙詠華、蔡琴、堂娜及蘇芮等歌手擔任製作人。1997年擔任「香港特別行政區成立慶典」的音樂總監，1998年首次與台灣果陀劇場合作，創作歌舞劇「天使不夜城」。鮑比達除作曲和編曲外，也擔任演出時的指揮和鍵盤手，票房或口碑上都獲得成功。1999年鮑比達回港協助許冠傑製作創意音樂劇「仲夏夜狂想曲」。其後鮑比達再參與果陀劇場的「淡水小鎮」、「城市之光」及「情盡夜上海」等劇。
2000年蔡琴與鮑比達合作推出的《遇見》專輯大受歡迎，專輯封面上鮑比達與蔡琴同喝咖啡的照片成為一時佳話。其後他分別於2003年及2006年以類似的概念與林志美及陳潔麗合作推出HiFi專輯《當林志美遇上鮑比達》及《鮑比達與陳潔麗》。2003年則出版了一張鋼琴演奏專輯《情歌瑪奇朵》，2006年與香港芭蕾舞團合作製作芭蕾舞音樂劇「蘇絲黃」，2008年為2008年北京奧運創作了名為《點燃激情 傳遞夢想》的火炬歌。及至2022年7月24日，鮑比達獲得香港電台及無綫電視聯辦的首屆香港金曲頒獎典禮中的「香港金曲榮譽大獎」，以表揚其為香港樂壇所作出的貢獻。鮑比達與樂手在會上以爵士樂的方式合奏了兩首個人經典作品《新不了情》及《疾風》。2024年為紀念入行60周年，他與香港中樂團舉行「新不了情— 亞洲流行音樂教父 鮑比達與香港中樂團」音樂會。

## 評價
音樂學者余少華評：「他對中西樂器的駕馭能力甚高」；「尤愛結合管弦樂、流行爵士組合及中國樂器，突顯了香港文化的多元混雜特色」；「他為回歸慶典編配的〈香江組曲〉，實際而有效，揮灑自如。」 此處「回歸慶典」乃指1997年香港回歸慶典，余氏對慶典的音樂節目多有批判，此為少數的正面評價。
DJ雲妮（黄君慧）在2022年港台「雲妮鍾情」節目中曾如此描述《疾風》在當年舞者界中的地位：「我曾經認識一批八十年代的舞蹈藝員，這一群舞者後來都成為了香港的殿堂級排舞師，他們都不約而同的跟我說他們舞者界的主題歌曲就是《疾風》。」

## 作品列表
1976年
- 許冠傑 - 浪子心聲（編）

1979年
- 陳百強 - 眼淚為你流（編）
- 陳百強 - 童年樂趣多（編）
- 陳百強 - 兩心痴（編）
- 陳百強 - Interlude（編）
- 陳百強 - I Just Fall In Love Again（編）
- 陳百強 - Rocky Road（編）
- 陳潔靈 - 豪俠杜雷（曲）
- 陳潔靈 - 有你冇你（曲）
- 陳潔靈 - 曾經愛你（曲）
- 林子祥 - 蝶變（編）

1980年
- 陳百強 – 喝采（編）
- 徐小鳳 - 每日懷念你（編）
- 徐小鳳 - 黃沙萬里（編）
- 徐小鳳 - 想（編）
- 徐小鳳 - 夏威夷情歌（編）
- 徐小鳳 - 人似浪花（編）
- 徐小鳳 - 淡淡哀傷淡淡愁（編）
- 徐小鳳 - 雪后有春風（編）
- 徐小鳳 - 行蹤不要問（編）
- 徐小鳳 - 快樂是我鄉（編）
- 徐小鳳 - 你不必害怕（編）
- 徐小鳳 - 音樂盒（編）
- 徐小鳳 - 生長（編）
- 林子祥 - 能否知我心（曲、編）
- 林子祥 - 你咪理我（曲、編）
- 林子祥 - 摩登土佬（曲、編）
- 林子祥 - 那怕到處闖（曲、編）

1981年
- 徐小鳳 - 逍遙四方（編）
- 徐小鳳 - 愛的軍團（編）
- 徐小鳳 - 歌聲暖我心（編）
- 徐小鳳 - 望穿秋水（編）
- 徐小鳳 - 小時侯（編）
- 徐小鳳 - 花嫁（編）
- 徐小鳳 - 老人與海（編）
- 徐小鳳 - 海鷗飛翔（編）
- 徐小鳳 - 歡樂車廂（編）
- 徐小鳳 - 歡笑的背面（編）
- 徐小鳳 - 落花紅似火（編）
- 徐小鳳 - 漫天風雨（編）
- 林子祥 - 活色生香（編）
- 林子祥 - 再生人（編）
- 林子祥 - 夜來香（編）
- 林子祥 - 沙漠小子（編）
- 林子祥 - 七月初七（編）
- 林子祥 - 走馬燈（編）
- 甄妮 - 別了繽紛（編）
- 甄妮 - 家（編）
- 甄妮 - 飛走的愛情（編）
- 陳迪匡 - 不准掉頭（曲）
- 陳迪匡 - 陪住你（曲）

1982年
- 陳百強 – 今宵多珍重（編）
- 陳百強 - 寵愛（編）
- 陳百強 - 疾風（曲、編）
- 陳百強 - 戀愛快車（曲、編）
- 陳百強 - 夜（編）
- 徐小鳳 - 愛和夢（編）
- 徐小鳳 - 少年人（編）
- 徐小鳳 - 三分·七分（編）
- 葉振棠 - 再等待（曲、編）[註 4]
- 陳潔靈 - 白金升降機（曲、編）
- 陳潔靈 - 他的眼光（曲、編）

1983年
- 陳百強 – 相思河畔（編）
- 陳百強 - 不（曲、編）
- 陳百強 - 傻望（曲、編）
- 陳百強 - 何必抱怨（編）
- 陳潔靈 - 晨曦（曲、編）
- 陳潔靈 - 點解（曲、編）
- 陳潔靈 - 讓我悲傷（曲、編）
- 陳潔靈 - 其實我最笨（曲、編）
- 陳潔靈 - 無情愛人（曲、編）
- 林子祥 - 莫再悲（編）
- 林子祥 - 重逢（編）
- 林子祥 - 懶舒服（編）
- 林子祥 - 愛情故事（編）
- 林子祥 - 水中蓮（編）
- 林子祥 - 巴黎街頭（編）

1984年
- 陳百強 – 貓女人（曲、編）
- 陳百強 - 你會否不再想起我（編）
- 陳百強 - 旅程（編）
- 陳百強 - 黑的幻覺（編）
- 陳百強 - 閃電（曲、編）
- 徐小鳳 - 冷風過後（曲、編）
- 林子祥 - 愛到發燒（編）
- 林子祥 - 逝如風（編）
- 林子祥 - 我偷望·你偷看（編）
- 林子祥 - 石像（編）
- 林子祥 - 水仙情（編）
- 林子祥 - 師傅教落（編）
- 林子祥 - 每一個晚上（編）
- 林子祥 - 再見楊柳（編）
- 林子祥 - 跳躍太陽下（編）
- 葉蒨文 - 零時十分（編）
- 葉蒨文 - 瘋女（曲、编）
- 葉蒨文 - 愛的太盡（编）
- 葉蒨文 - 將來那天（编）
- 葉蒨文 - 情話綿綿（编）
- 葉蒨文 - 星與云（编）
- 葉蒨文 - 新雙星情歌（编）
- 葉蒨文 - 千金難得美人心（编）
- 葉蒨文 - 可能（编）
- 甄妮 - 知更鳥（編）
- 甄妮 - 最後一舞（曲、編）
- 甄妮 - 雨中交響曲（編）
- 甄妮 - 塵（編）
- 甄妮 - 再度孤獨（編）
- 甄妮 - 我在微笑（編）
- 甄妮 - 悠悠銀光中（編）
- 甄妮 - 陪我去逛街（編）
- 林志美 - 初戀（編）
- 林志美 - 蝶夢蝶（編）
- 林志美 - 螢火（編）
- 林志美 - 北國風情畫（編）
- 林志美 - 煩惱總為情（編）
- 林志美 - 我自己願意（曲、編）
- 林志美 - 偶遇（編）
- 林志美 - 愛情風更愛Telephone（曲、編）
- 林志美 - 愛的突破（編）
- 林志美 - 風言風語（曲、編）
- 林志美 - 夕陽冷（編）
- 林志美 - 愛的洗禮（編）
- 林志美 - 偶遇（特別版）（編）
- 關正傑 - 偎依黃昏裏（編）
- 關正傑 - 是你是你是你（編）
- 湯蘭花 - 一代佳人（曲）

1985年
- 徐小鳳 - 風裡的呼喚（編、監）
- 徐小鳳 - 順流，逆流（編、監）
- 徐小鳳 - 小夜曲（曲、編、監）
- 徐小鳳 - 夜雨星空（編、監）
- 徐小鳳 - 這是真愛（曲、編、監）
- 徐小鳳 - 獻君千闋歌（編、監）
- 徐小鳳 - 更改（編）
- 徐小鳳 - 憶伊人（編）
- 徐小鳳 - 在旅途中（曲、編）
- 徐小鳳 - 音樂嘉年華（曲、編）
- 林子祥 - 愛到發燒(新版本)（編）
- 林子祥 - 水中蓮(新版本)（編）
- 林子祥 - 零時十分（編）
- 葉蒨文 - 200度（編）
- 葉蒨文 - 故夢（编）
- 甄妮 - 為你而歌（曲、編）
- 甄妮 - 彼此不相欠（曲、編）
- 甄妮 - 第二個春天（編）
- 甄妮 - 我願前行（編）
- 甄妮 - 忍痛說謊（編）
- 甄妮 - 親親夢裏人（編）
- 甄妮 - 打火機（編）
- 甄妮 - 風（編）
- 甄妮 - 夜行（編）
- 甄妮 - 遊戲完畢（曲、編）
- 甄妮 - 深宵約會時（編）
- 何嘉麗 - 傷心酒店（編）
- 何嘉麗 - 又到葉落時（編）
- 何嘉麗 - 甜在心裏（編）
- 何嘉麗 - 星下疊影（編）
- 林憶蓮 - 第一次約會（編）
- 林憶蓮 - 少女的心（編）
- 林憶蓮 - 太陽傘下（編）
- 林憶蓮 - 不想你走（編）
- 林憶蓮 - 美的片刻（編）
- 林憶蓮 - 苦難中的少年（編）
- 林憶蓮 - 搖擺口紅（編）
- 林姍姍 - 願意為情狂（編）
- 林姍姍 - 快樂小神仙（編）
- 林姍姍 - 偶然地（編）
- 林姍姍 - 踏出青春步（曲、編）
- 林姍姍 - 星之碎片（編）

1986年
- 陳百強 – 凝望（編）
- 陳百強 - 沒法可續緣（編）
- 陳百強 - 愛沒有不對（編）
- 葉振棠 - 心傷鐵漢（編）
- 葉振棠 - 世外桃源（編）
- 葉振棠 - 燭光舞（編）
- 葉振棠 - 開心舞台（編）
- 葉振棠 - 	春蕾（編）
- 陳潔靈 - 自由的我（曲、編）
- 陳潔靈 - 風火海（曲、編）
- 陳潔靈 - 寂寞空間（曲、編）
- 陳潔靈 - 狂熱吻（曲、編）
- 林子祥 - Ah Lam日記（編）
- 葉蒨文 - 我要活下去（編）
- 葉蒨文 - 苦衷（编）
- 葉蒨文、林子祥 - 千粒星（编）
- 甄妮 - 愛情騙子（編）
- 甄妮 - 愛情印花（編）
- 甄妮 - 幾個風雨天（編）
- 甄妮 - 不裝飾的世界（編）
- 甄妮 - 飛翔境界（編）
- 甄妮 - 去吧！去吧！（編）
- 張德蘭 - 爆炸境界（編）
- 張德蘭 - 空虛·火堆（曲、編）
- 張德蘭 - 夜之熱力（編）
- 張德蘭 - 奈何·失落（編）
- 陳慧嫻 - 痴情意外（編）
- 陳慧嫻 - Love Me Once Again（編）
- 陳慧嫻 - 壞習慣（曲、編）
- 陳慧嫻 - 忘記悲傷（編）
- 何嘉麗 - 不想見你（編）
- 何嘉麗 - 無名字的臉（編）
- 林憶蓮 - 偷吻（編）
- 林憶蓮 - 心碎巷（編）
- 林憶蓮 - 為我心痴（編）
- 林姍姍 - 痴心（編）
- 林姍姍 - 黑色戒指（編）
- 林姍姍 - 晴天雨天（編）
- 林姍姍 - 點點追憶（編）
- 林姍姍 - 第二年孤獨（曲、編）

1987年
- 陳百強 - 痴心眼內藏（編）
- 陳百強 – 天生一對（編）
- 陳潔靈 - 母親（編）
- 陳潔靈 - 易過借火（曲、編）
- 陳潔靈 - 心傷的網（曲、編）
- 林子祥 - 千億個夜晚（編）
- 林子祥 - 風雨故人來（編）
- 林子祥 - 單身女人（編）
- 林子祥 - 話長江（編）
- 林子祥 - 愛情把戲（編）
- 林子祥 - 何時何地（編）
- 林子祥 - 看路遠（編）
- 林子祥 - 孤身旅者（編）
- 葉蒨文 - 甜言蜜語（編）
- 葉蒨文 - 這份情（编）
- 葉蒨文 - 為何（编）
- 葉蒨文 - 地獄天堂（编）
- 葉蒨文 - 可否想一想（编）
- 葉蒨文 - 	一點意見（曲、编）
- 葉蒨文、林子祥 - 乾一杯（编）
- 甄妮 - He's a Man（曲、編、監）
- 甄妮 - 生命艷陽（編、監）
- 甄妮 - 生命的弦（曲、編、監）
- 甄妮 - 是就說是（編、監）
- 甄妮 - 火邊界（編、監）
- 甄妮 - 冷冷的秋（編、監）
- 甄妮 - 心跳（編、監）
- 甄妮 - 天跌落嚟當粒米（曲、編、監）
- 甄妮 - 多愛你一陣（編、監）
- 甄妮 - 擁抱（編、監）
- 林憶蓮 - 東方西方（編）
- 林憶蓮 - 迷亂（編）
- 林憶蓮 - 決絕（編）
- 林憶蓮 - 只可活一次（編）
- 林志美 - 因你別離（編）
- 林志美 - 發熱體（編）
- 林志美 - 因我愛你（編）
- 林志美 - Hey Sam（編）
- 林志美 - 情是浪漫（編）
- 林志美 - 心碎以後（編）

1988年
- 陳潔靈 - 星星、月亮、太陽（編）
- 林子祥 - 昨日街頭（編）
- 林子祥 - 失蹤少女（編）
- 林子祥 - 生命之曲（曲、編）
- 葉蒨文 - 答案（編）
- 林志美 - 灑脫（編）
- 林志美 - 傷心戲院（編）
- 林志美 - 永遠冬天（編）
- 林志美 - 不懂怎去愛（編）
- 林志美 - 冷戰（編）
- 林志美 - 沒有中間路線（編）
- 林志美 - 偷戀（曲、編）

1989年
- 王菲 - 無奈那天（編）
- 王菲 - 溫柔的手（編）
- 王菲 - 中間人（編）
- 王菲、黃貫中 - 未平復的心（編）
- 周華健 - 期待另一个夜（編）
- 周華健 - 寡婦村傳奇（編）
- 林子祥 - 國旗（編）
- 林子祥 - 在等一個晚上（編）
- 林子祥 - 矛盾（編）
- 林子祥、蔡立兒 - 對話（編）
- 張信哲 - 快樂悲傷（編）
- 張國榮 - 紙船（編）
- 張國榮 - 從不知（編）
- 甄妮 - 紅唇綠酒（編）
- 甄妮 - 無言伴侶（曲、編）
- 甄妮 - 望我一眼（曲、編）
- 甄妮 - 自願（編）
- 甄妮 - 心軟（編）
- 甄妮 - 皆因你的愛（編、監）
- 甄妮 - 只此一晚（編、監）

1990年
- 王菲 - 巴黎塔尖（編）
- 王菲 - 哭牆（編）
- 王菲 - 無悔今夜（曲、編）
- 王菲 - 明年今夜（編）
- 李克勤 - My Shirley（編）
- 周華健 - 不願一個人（编）
- 周華健 - 親親我的寶貝（编）
- 周華健 - 請聽我談情說愛（编）
- 周華健 - 這次我真的做到（编）
- 草蜢 - 劃時代飛縱（曲、編）
- 草蜢 - 對不起（編）
- 草蜢 - 看海的日子（編）
- 葉蒨文 - 諾言（編）
- 葉蒨文 - 回歸自然（曲、编）
- 葉蒨文 - 一雙一對（编）
- 薛岳 - 如果還有明天（编）

1991年
- 伍詠薇 - 再造繁榮（編）
- 李克勤 - 綠（曲、編）
- 李克勤 - 長伴到老（編）
- 李克勤 - Show Off（編）
- 周華健 - 讓我歡喜讓我憂（編）
- 周華健 - 傷心的歌（編）
- 草蜢 - 生死戀（曲、編）
- 張學友 - 任性（編）
- 張學友 - 馬路英雄（編）
- 張學友、鄭穎賢 - 緣盡情未了（編）
- 葉蒨文 - 憑千個心（編）
- 劉彩玉 - 不碎的心（編）
- 劉彩玉 - 無人能及你（編）

1992年
- 何婉盈 - 梨渦淺笑（編）
- 呂方 - 夜半輕私語（編）
- 杜德偉 - 鍾愛一生（編）
- 杜德偉 - 印象（編）
- 林憶蓮 - 難忘您（編）
- 張信哲  – 等待與妳相見（編）
- 張信哲 – 永遠存在（編）
- 陸家俊 - 十八歲的憂鬱（編）
- 陸家俊 - 胭脂愁（編）
- 陸家俊 - I Only Wanna Be With You（編）
- 彭家麗 - 是不是這樣的夜晚…你才會這樣的想起我（編）
- 彭家麗 - 此刻多麼完美（曲、編）
- 曾航生 - 鐵塔凌雲（編）
- 葉蒨文 - 不了情（國語）（編）
- 葉蒨文 - 其實你不懂我的心（國語）（编）
- 葉蒨文 - 情人知己（編）
- 葉蒨文 - 紅塵（編）
- 劉錫明 - 一生全屬你（編）
- 劉錫明 - 海角天涯（編）
- 劉錫明 - 一生一世之戀（編）
- 劉錫明 - 恨不相逢在那時（編）
- 劉錫明 - 每日交給你心一個（曲、編）
- 劉錫明 - 知己良朋（編）
- 劉錫明 - 世事如棋（編）
- 蔡立兒 - 知音夢裡尋（編）
- 黎明 - 等待能有一天被愛（編）

1993年
- 王菲 – 我永遠珍惜你我（編）
- 周華健 – 花心（編）
- 周華健 – 家（編）
- 張信哲 – 我是真的爱妳（編）
- 張信哲 – 爱如潮水（編）
- 張信哲 – 臨別一眼（編）
- 張信哲 – 要妳親口對我說（編）
- 張信哲 – 我要讓你知道（編）
- 張衛健 – 新禪院鐘聲（編）
- 彭家麗 - 明知心所愛白費（編）
- 彭家麗 - 臨別心聲（曲、編）
- 彭家麗 - 不傷不痛不像愛（編）
- 葉蒨文 – 幾度花落時（國語）（編）
- 葉蒨文 – 你今天要走（编）
- 葉蒨文 – 理想中的人（编）
- 葉蒨文 – 今生不再為你等（编）

1994年
- 古巨基 - 笑說想 (編)
- 何家勁 – 說不出我願留下你（編）
- 何家勁 – 愛的鼓舞（曲、編）
- 何家勁 – 一言難盡（編）
- 吳倩蓮 – 失戀的女人（編）
- 吳倩蓮 – 明日也許太遙遠（曲、編）
- 吳倩蓮 – 世紀的夢（編）
- 辛曉琪 – 別問舊傷口（編）
- 辛曉琪 – 白鷺鷥在飛（台語）（編）
- 辛曉琪 – 走過（編）
- 辛曉琪 - 堆積（編）
- 辛曉琪 - 風中的花（編）
- 張信哲 – 別怕我傷心（編）
- 張信哲 – 我最愛的女人（編）
- 張信哲 – 因為我愛你（編）
- 張信哲 – 我在這裏守候（編）
- 萬芳 - 愛上你給的痛（編）
- 萬芳 - 新不了情（曲、編）
- 劉彩玉 – 只想你好（曲、編）
- 劉彩玉 – 這世界要反轉（編）
- 劉彩玉 – 愛哭的女孩（編）
- 劉嘉玲 – 別讓我最後才知道（編）
- 劉嘉玲 – 我真的會嫁給你（編）
- 劉嘉玲 – 能有你就好（編）

1995年
- 王馨平 – 織心（編）
- 那英 – 白天不懂夜的黑（編）
- 那英 – 我的心中星（編）
- 那英 – 寂寞深處（編）
- 那英 – 白天不懂夜的黑(續)（編）
- 周慧敏 – 深情不露（編）
- 周慧敏 – 處處留情（編）
- 周慧敏 – 把心疊上你的心（編）
- 周慧敏 – 全部（編）
- 周慧敏 – 保護（編）
- 周慧敏 – 承認愛（編）
- 邰正宵 – 所有的東西都在傷心（編）
- 邰正宵 – 被你遺忘的花（編）
- 堂娜 – 奢求（編）
- 堂娜 – 逃避你的溫柔（編）
- 堂娜 – 死心塌地（編）
- 堂娜 – 不要說你們沒什麼（編）
- 張信哲 – 疼你的心（編）
- 張信哲 – 不要對他說（編）
- 張信哲 – 寬容（編）
- 張信哲 – 不回首（編）
- 張信哲 – 真愛一生（編）
- 許茹芸 - 討好（編）
- 許茹芸 - 看透（編）
- 許茹芸 - 一百個謊言（編）
- 許茹芸 - 公主徹夜未眠（編）
- 劉嘉玲 – 相信你（編）
- 劉嘉玲 – 被愛捉弄（編）
- 劉嘉玲 – 愛得深想得多（編）
- 劉德華 – 真永遠（編）
- 劉德華 – 你說他是你想嫁的人（編）
- 黎明 – 如果我們不再相愛（編）
- 黎明 – 在愛裡迷路的人（編）
- 黎明 – 我為你而來（編）
- 黎姿 – 聽話（編）
- 黎姿 – 讓愛隨風走（編）
- 鍾漢良 – 我的心早已跟你走（編）
- 鍾漢良 – 愛你說不出口（編）
- 蘇永康 – 男人不該讓女人流淚（編）

1996年
- 于台煙 - 煎熬（編）
- 于台煙 - 機會（編）
- 于台煙 - 女人的哭女人的笑（編）
- 李玟 - 往日情（曲、編、監）
- 李玟 - 愛我久一點（曲、編、監）
- 李玟 - 心裡問（曲、編、監）
- 李玟 - 愛到底（曲、編、監）
- 李玟 - Safe in the Arms of Love（編、監）
- 邰正宵 - 	一個適合失眠的夜晚（編）
- 邰正宵 - 愛的狂風（編）
- 柯以敏 - 斷了線（曲、編、監）
- 柯以敏 - 河流（曲、編、監）
- 柯以敏、李玟 - 她在睡前哭泣（編、監）
- 唐文龍 - 告訴我究竟是誰（編）
- 張信哲 – 彩色的我（編）
- 張信哲 – 不要說不能說的感覺（編）
- 張信哲 – 我是真的（編）
- 張信哲 – 我應該走（粵語）（編）
- 萬芳 - 算了吧（編）
- 萬芳 - 了斷（編）
- 萬芳 - 睡·醒（編）
- 鍾漢良 - 念忘之間（編）
- 鍾漢良 - 苦悶情調（編）

1997年
- 李玟 - 每一次想你（曲、編、監）
- 李玟 - 明天一早的決定（曲、編、監）
- 李玟 - 我的翅膀（曲、編、監）
- 李玟 - 真的想見你（曲、編、監）
- 李玟 - 餘溫（編、監）
- 李玟 - 男女之爭（曲、編、監）
- 柯以敏 - 敏感（曲、編、監）
- 柯以敏 - 賭吧（曲、編、監）
- 柯以敏 - 愛在舌尖（曲、編、監）
- 柯以敏 - 狂風（曲、編、監）
- 柯以敏 - 相信愛（曲、編、監）
- 柯以敏 - 鄰居的耳朵（編、監）
- 柯以敏 - 舊愛（曲、編、監）
- 柯以敏 - 多情人（編、監）
- 柯以敏 - 最近過得還好嗎？（曲、編、監）
- 陳慧琳 - 掌握（曲、編、監）
- 陳慧琳 - 女人韻味（曲、編、監）
- 趙學而 – 尋人（曲、編）

1998年
- 李玟 - 真想見到你（曲、編、監）
- 李玟 - Perfect in Every Way（編、監）
- 李玟 - 再暗示（編、監）
- 李玟 - 不怕沒人來愛我（曲、編、監）
- 李玟 - 答案（曲、編、監）
- 李玟 - 錯覺（曲、編、監）
- 李玟 - 碰碰看愛情（曲、編、監）
- 李玟 - 想你的365天（編、監）
- 柯以敏 - 我以為（曲、編、監）
- 柯以敏 - 最最（曲、編、監）
- 陳曉東 - 孤單的夜裡我不孤單（曲、編、監）
- 陳曉東 - 我以為我會懂（曲、編、監）
- 劉德華 - 情種（編、監）
- 劉德華 - 毛衣（編、監）

1999年
- 吳名慧 - 今天報紙開天窗（曲、編、監）
- 吳名慧 - 心情電梯（曲、編、監）
- 吳名慧 - 無可救藥（曲、編、監）
- 吳名慧 - 鏡子（曲、編、監）
- 吳名慧 - 分手日記（曲、編、監）
- 吳名慧 - 迷宮（曲、編、監）
- 吳名慧 - 冷飯（曲、編、監）
- 吳名慧 - 社會新鮮人（曲、編、監）
- 吳名慧 - 點亮星光（曲、編、監）
- 吳名慧 - 春色已冷（曲、編、監）
- 李玟 - 真心話大冒險（曲、編、監）
- 李聖傑 - 冷咖啡（曲、編、監）
- 李聖傑 - 百分之百（曲、編、監）
- 李聖傑 - 奇怪（曲、編、監）
- 李聖傑 - 當愛是個玩笑（曲、編、監）
- 李聖傑 - Don't Leave Me Now（曲、編、監）
- 李聖傑 - 心口（曲、編、監）
- 李聖傑 - 毒藥（曲、編、監）
- 李聖傑 - I've Been Waiting For This（曲、編、監）
- 李聖傑 - 愛來了（曲、編、監）
- 李聖傑 - 別想的太多（曲、編、監）

2000年
- 張信哲 – 我能相信（編）

2003年
- 群星 – 雄心飛揚（曲）

2009年
- 鄭欣宜 – 吃苦的力量（編、監）

2022年
- 群星 – 攜手創無限（曲、編、監）

2023年
- 歌莉雅 – I'm Good If You're Good（曲、編、監）